# Радікофані
Радікофані (італ. Radicofani) — муніципалітет в Італії, у регіоні Тоскана,  провінція Сієна.
Радікофані розташоване на відстані близько 130 км на північний захід від Рима, 110 км на південний схід від Флоренції, 60 км на південний схід від Сієни.
Населення — 1126 осіб (2014).

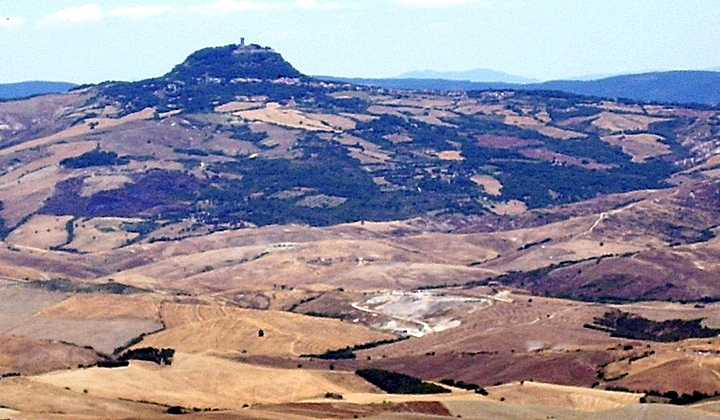

Щорічний фестиваль відбувається 5 лютого. Покровитель — Sant'Agata.

## Демографія
Населення за роками:

Станом на 1 січня 2023 року в муніципалітеті офіційно проживали 63 іноземці з 19 країн, серед них 25 громадян країн Євросоюзу та 2 громадяни України.

## Сусідні муніципалітети
- Аббадія-Сан-Сальваторе
- Кастільйоне-д'Орчія
- П'єнца
- Сан-Кашано-дей-Баньї
- Сартеано